# Liste der Kulturdenkmale in Gingen an der Fils

Wappen von Gingen an der Fils

In der Liste der Kulturdenkmale in Gingen an der Fils werden unbeweglichen Bau- und Kunstdenkmale in Gingen an der Fils aufgelistet. Diese Liste ist noch unvollständig.

## Allgemein
- Bild: Zeigt ein ausgewähltes Bild aus Commons, „Weitere Bilder“ verweist auf die Bilder im Medienarchiv Wikimedia Commons.
- Bezeichnung: Nennt den Namen, die Bezeichnung oder die Art des Kulturdenkmals.
- Lage: Straßenname und Hausnummer oder Flurstücknummer des Kulturdenkmals, gegebenenfalls auch den Ortsteil. Die Grundsortierung der Liste erfolgt nach dieser Adresse. Der Link (Karte) führt zu verschiedenen Kartendiensten mit der Position des Kulturdenkmals. Fehlt dieser Link, wurden die Koordinaten noch nicht eingetragen. Sind diese bekannt, können sie über ein Tool mit einer Kartenansicht einfach nachgetragen werden. In dieser Kartenansicht sind Kulturdenkmale ohne Koordinaten mit einem roten bzw. orangen Marker dargestellt und können durch Verschieben auf die richtige Position in der Karte mit Koordinaten versehen werden. Kulturdenkmale ohne Bild sind an einem blauen bzw. roten Marker erkennbar.
- Datierung: Baubeginn, Fertigstellung, Datum der Erstnennung oder grobe zeitliche Einordnung entsprechend des Eintrags in der zuständigen Denkmaldatenbank (Landesamt für Denkmalpflege Baden-Württemberg).
- Beschreibung: Kurzcharakteristik des Kulturdenkmals.

## Liste
| Bild           | Bezeichnung              | Lage                 | Datierung | Beschreibung | ID |
| -------------- | ------------------------ | -------------------- | --------- | --- | -- |
|                | Alter Bahnhof Gingen     | Bahnhof (Karte)      | 1905      | Der alte Bahnhof Gingen ist ein zweigeschossiges Backsteinfachwerkhaus mit einem eingeschossigen Wartesaal als Anbau. Die verwendeten Elemente des Schweizerstils (Holzschindelverkleidung und Zierfachwerkanbau) waren zu der damaligen Zeit verbreitet bei öffentlichen Gebäuden. Während der Bahnhof heute ausschließlich dem Personenverkehr dient, wurde er damals unter anderem als Rangierbahnhof für Erzzüge genutzt. |    |
| Weitere Bilder | Evangelische Pfarrkirche | Kirchgasse 7 (Karte) | 1463–65   | Diese evangelische Pfarrkirche befindet sich nördlich des historischen Kernes von Gingen. Der Kern der Kirche ist im romanischen Stil gehalten. Geschützt nach § 28 DSchG |    |